# Скоки (Брестская область)
Ско́ки (бел. Скокі) — деревня в Брестском районе Брестской области Беларуси. Входит в состав Мотыкальского сельсовета. Впервые упоминается в 1550 году, на протяжении более 200 лет являлась родовым имением семьи Немцевичей. Население — 1084 человека (2019).

## География
Деревня Скоки расположена в 2 км к северу от северных окраин города Брест, от которых она отделена долиной реки Лесная. С востока к Скокам примыкают деревни Старое Село и Бобровцы. Через Скоки проходит автодорога Теребунь — Тюхиничи. Расстояние до центра сельсовета, агрогородка Большие Мотыкалы, составляет 6 км (9 км по автодорогам) на северо-запад. В километре к западу от деревни находится железнодорожная платформа Прибужье, а в 2 км к югу — платформа Скоки (обе на линии Белосток — Брест).

### Климат
Климат деревни — переходный от морского к континентальному, характеризуется достаточно мягкими зимами с продолжительными оттепелями. Воздушные массы переносятся в основном в направлении с запада на восток.
| Показатель                                              | Янв. | Фев. | Март | Апр. | Май | Июнь | Июль | Авг. | Сен. | Окт. | Нояб. | Дек. |
| ------------------------------------------------------- | ---- | ---- | ---- | ---- | --- | ---- | ---- | ---- | ---- | ---- | ----- | ---- |
| Средний суточный максимум, °C                           | 0    | 2    | 7    | 14   | 20  | 22   | 24   | 24   | 19   | 14   | 7     | 1    |
| Средний суточный минимум, °C                            | −4   | −4   | −1   | 4    | 9   | 12   | 14   | 13   | 9    | 5    | 1     | −3   |
| Норма осадков, мм                                       | 36   | 31   | 36   | 41   | 63  | 63   | 62   | 54   | 52   | 32   | 38    | 35   |
| Источник: Климат Скоки. Дата обращения: 9 февраля 2022. |      |      |      |      |     |      |      |      |      |      |       |      |

## Этимология
Название — производное от фамилии Скок.

## История

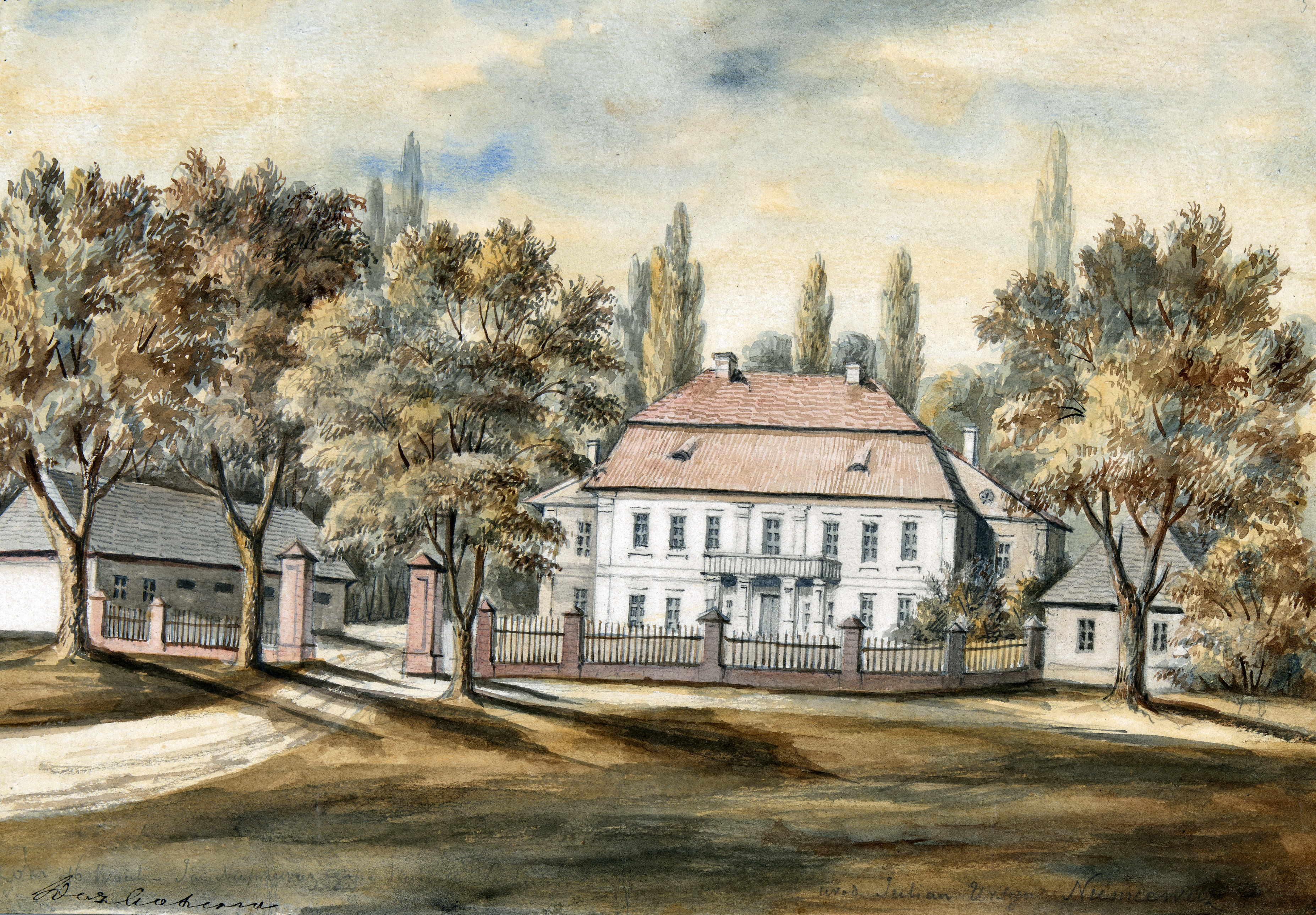
Усадьба Немцевичей на картине Н. Орды

Первое упоминание относится к 1550 году. С середины XVI века — в Берестейском воеводстве Великого княжества Литовского. Первоначально деревня принадлежала Семёну Клуводе, затем часто меняла хозяев. В 1567 году Скоки принадлежали Фёдору Скоковскому. В первой половине XVII века в качестве владельца упоминается Бальтазар Бобровницкий, во второй половине XVII века имение перешло к роду князей Шуйских. В начале XVIII века Скоки перешли к Александру Немцевичу и являлись родовым имением семьи Немцевичей на протяжении более 200 лет, вплоть до Второй мировой войны.
В 1757 году в родовом имении родился писатель, историк и общественный деятель Юлиан Немцевич. В 1770 году его отец Марцелий Немцевич разобрал обветшавший старый дом и выстроил на его месте каменную усадьбу в стиле барокко. Также в 1776 году был построен костёл, который в 1864 году был превращён в православный храм и полностью разрушен в Первую мировую войну.
Юлиан Немцевич принимал активное участие в восстании Костюшко, после его поражения попал в плен, позднее был освобождён и уехал в Соединённые Штаты. В начале XIX века смог вернуться на родину, где навестил, в частности, и родовое гнездо в Скоках.
После третьего раздела Речи Посполитой (1795) в составе Российской империи, с 1801 года — в Гродненской губернии.
После поражения восстания 1830 года, в котором принимали участие Юлиан Немцевич и иные представители рода, Скоки были конфискованы в казну, однако впоследствии возвращены. В 1890 году ими владел Иван Урсын-Немцевич. Немцевичи активно занимались коневодством, в имении был собственный ипподром, а принадлежавшие им лошади выигрывали всероссийские скачки.
В 1868 году — село Мотыкальской волости Брестского уезда Гродненской губернии, имелась мельница. В 1886 году — 23 двора, в 1890 году — центр имения, были конезавод, школа грамоты, православная церковь. По переписи 1897 года — 43 двора, кузница и церковь. В 1905 году — деревня (356 жителей) и имение (102 жителя) Мотыкальской волости.

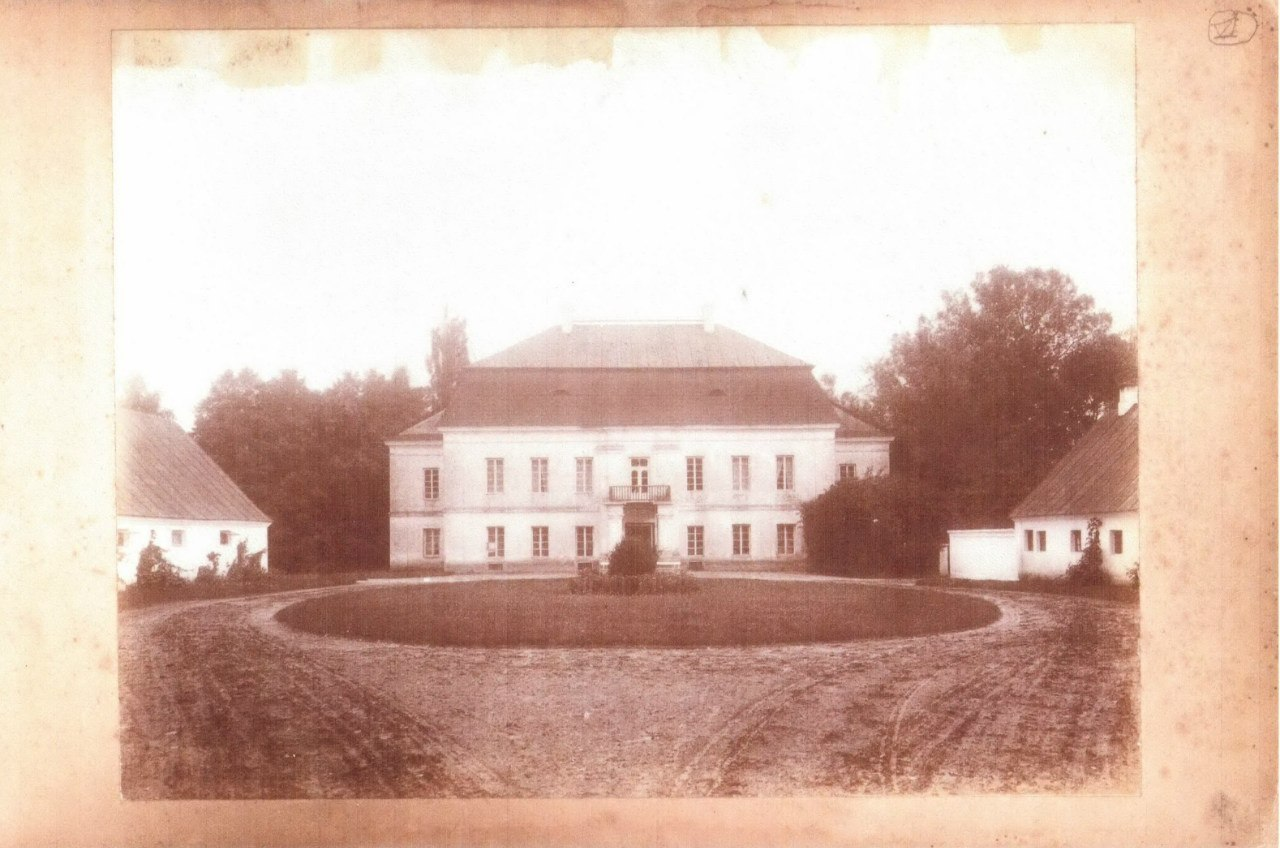
Усадьба на фото начала XX века

В Первую мировую войну с 1915 года деревня была оккупирована германскими войсками, во дворце усадьбы располагался штаб командования кайзеровской армии. Во время боевых действий было разрушено несколько подсобных зданий, пострадал и дворец, а церковь была полностью уничтожена. Погибли все скакуны и огромная коллекция картин с лошадьми.
В декабре 1917 года во дворце в Скоках проходили переговоры советских и германских представителей о заключении мира. Именно здесь был подписан протокол о военном перемирии между Советской Россией и Германской империей, который через несколько месяцев вылился в подписание Брестского мира.
Согласно Рижскому мирному договору (1921) Скоки вошли в состав межвоенной Польши, где принадлежали гмине Мотыкалы Брестского повета Полесского воеводства. По переписи 1921 года в деревне (вместе с фольварком и усадьбой) числилось 32 жилых и 1 прочее обитаемое здание, в которых проживало 214 человек (105 мужчин, 109 женщин), из них 210 поляков, 3 русина и 1 белорус (по вероисповеданию — 124 римских католика, 89 православных и 1 прочий христианин). Последним владельцем имения в деревне Скоки являлся Станислав Урсын-Немцевич.
С 1939 года в составе БССР, с 1940 года — в составе Тюхиничского сельсовета, 82 двора.
Во время Великой Отечественной войны фашистами были убиты 16 жителей деревни, в 1966 году в их память в центре деревни установлен памятник — скульптура воина. После войны были разобраны фамильная часовня Немцевичей, ворота и несколько хозпостроек, а в здании дворца расположилась школа-интернат.
В феврале 1949 года организован первый колхоз «XIX съезд КП(б)Б», в который вошли 56 хозяйств. В сентябре 1959 года деревня вошла в состав Мотыкальского сельсовета.

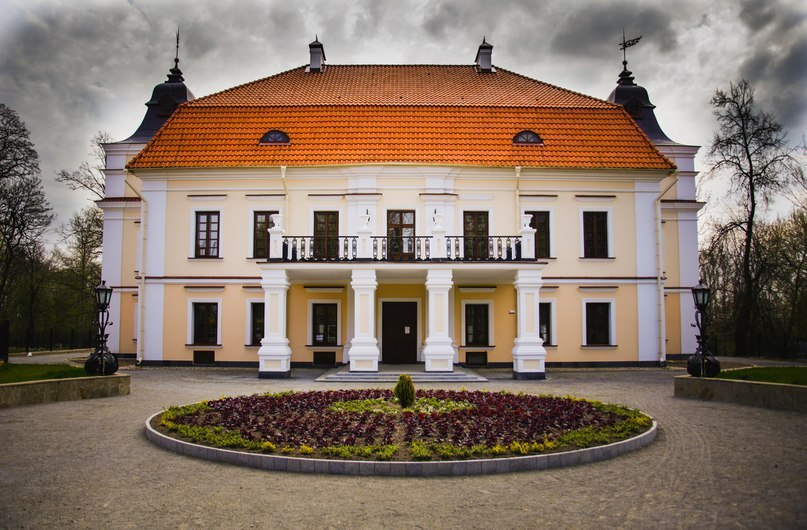
Современный вид дворца

22 февраля 1992 года на базе колхоза создано сельскохозяйственное товарищество «Лесное».
В начале XXI века родовое имение посещали представители рода Немцевичей, проживающие в Польше, Франции и Канаде. После переезда школы в 1986 году усадебный дом оказался на некоторое время полностью заброшен, однако в 2010—2013 годах был отреставрирован, после чего в нём разместился историко-мемориальный музей «Усадьба Немцевичей».

## Население
На 1 января 2021 года насчитывалось 1096 жителей в 391 хозяйстве, из них 263 моложе трудоспособного возраста, 632 — в трудоспособном возрасте и 201 — старше трудоспособного возраста.
| Год  | Численность | Численность |
| ---- | ----------- | ----------- |
| 1868 | 185         | [ 15 ]      |
| 1886 | 143         | [ 15 ]      |
| 1897 | 313         | [ 15 ]      |
| 1905 | 458         | [ 15 ]      |
| 1921 | 214         | [ 16 ]      |
| 1940 | 297         | [ 15 ]      |
| 1970 | 272         | [ 15 ]      |
| 1999 | 696         |             |
| 2009 | 945         | [ 17 ]      |
| 2019 | 1084        | [ 18 ]      |

## Инфраструктура

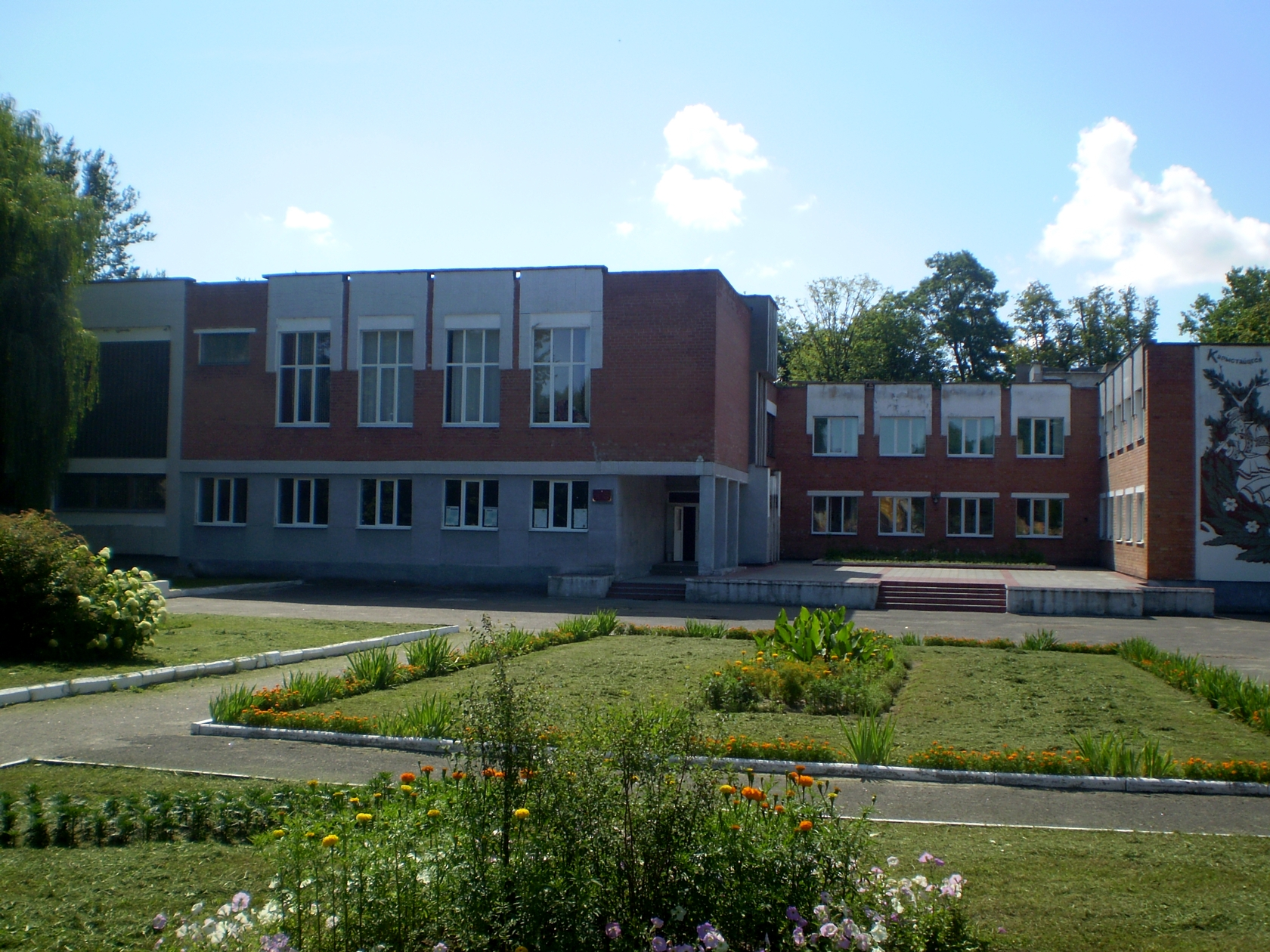
Школа в д. Скоки

В деревне имеются средняя школа (270 учеников, 60 работников, открыта в 1920 году, новое здание построено в 1986 году), детский сад (30 воспитанников, 13 работников, открыт в 1976 году), магазин Брестского РайПО, сельский Дом культуры с библиотекой, почтовое отделение, а также кафе «Шляхетская фартина».
Работал банно-прачечный комбинат, к западу от деревни расположена молочно-товарная ферма селекционно-гибридного центра «Западный», к востоку — машинно-тракторный парк. Деревню обслуживает Тюхиничская сельская врачебная амбулатория.

## Культура
- ГУК «Историко-мемориальный музей «Усадьба Немцевичей»[22]
- Музей ГУО «Средняя школа д. Скоки»

## События и мероприятия
- 13 мая 2019 года Скоки принял эстафету огня II Европейских игр.
- Фестиваль «Скокаўскія спасоўкі».

## Достопримечательность

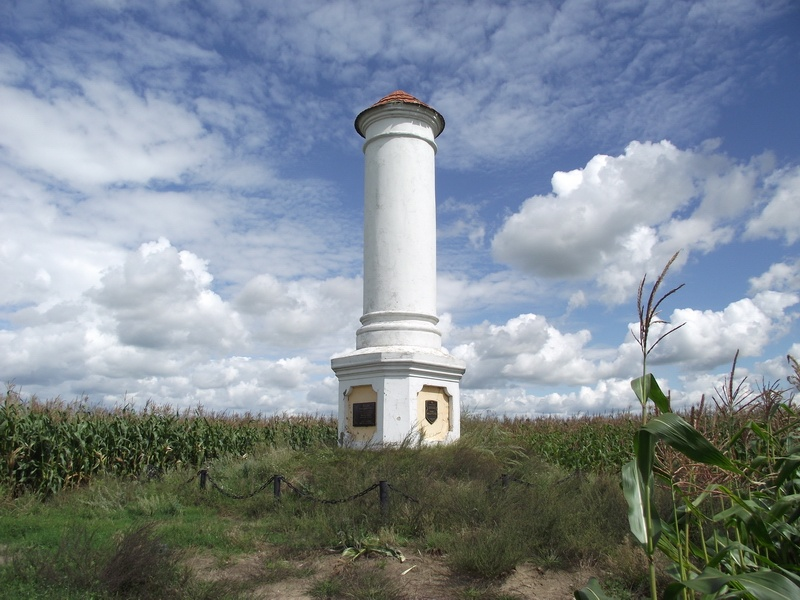
Мемориальная колонна

- Усадьба Немцевичей. Усадебный дом в стиле барокко выстроен в 1770-е годы, ныне музей. Дворец окружён парком, также заложенным в XVIII веке. Некогда многочисленные хозпостройки, церковь, фамильная часовня и ворота были разрушены в первую и вторую мировые войны. Усадьба включена в Государственный список историко-культурных ценностей Республики Беларусь[23] —  Историко-культурная ценность Республики Беларусь, шифр 112Г000110. Организован историко-мемориальный музей[22]. В 2016 году — 1,2 тыс. музейных предметов основного фонда, 6,6 тыс. посетителей[24].
- Мемориальная колонна (Придорожная часовня Св. Рафаила). XVIII век, расположена к северу от деревни[23] —  Историко-культурная ценность Республики Беларусь, шифр 113Д000111.
- Братская могила советских воинов (1944 г.)[23] —  Историко-культурная ценность Республики Беларусь, шифр 113Д000112.

### Памятник, скульптура
- Памятник землякам — жертвам фашизма[25].

### Утраченное наследие
- Часовня Приподобной Марии Египетской
- Костёл (1850)